# كارل ميلر (أستاذ جامعي)
كارل ميلر (بالإنجليزية: Karl Miller)‏ هو مؤلف وصحفي وكاتب بريطاني، ولد في 2 أغسطس 1931 في Loanhead ‏ في المملكة المتحدة، وتوفي في 24 سبتمبر 2014.